# América TV
América 2 (América TV; in precedenza: Canal 2) è una rete televisiva nazionale argentina, che ha sede a La Plata. È stata lanciata il 25 giugno 1966 con il nome di Rivadavia Televisión/TeVeDos, e nell'aprile 1991 il nome è stato cambiato in America.
Il grosso della programmazione del canale avviene fra il mezzogiorno e la mezzanotte, e consiste di talk show, intrattenimento e notiziari. Per il resto della giornata América 2 trasmette televendite e trasmissioni religiose.